# Mont Warrawolong
Le mont Warrawolong est le point culminant des monts Watagan en Nouvelle-Galles du Sud (Australie). Il culmine à 641 mètres d'altitude.
Une réserve naturelle, la Warrawolong Nature Reserve, créée en 2022, se trouve sur le versant nord-ouest de la montagne ; elle couvre une superficie de 101,7 ha.

## Sources
- (en) Cet article est partiellement ou en totalité issu de l’article de Wikipédia en anglais intitulé « Mount Warrawolong » (voir la liste des auteurs).